# Лавърл Спенсър
Лавърл Спенсър (на английски: LaVyrle Spencer) е американска писателка на бестселъри в жанра съвременен и исторически романс.

## Биография и творчество
Лавърл Спенсър е родена на 17 юли 1943 г. в Брауървил, Минесота, САЩ, където отраства. Малко след завършване на гимназията тя се омъжва за съпруга си Дан Спенсър. Двамата имат две дъщери – Ейми и Бет.
Въпреки че тя показва усет за писане докато е в гимназията, Спенсър започва първия си роман когато е на около тридесет години. По това време тя работи като помощник учител в гимназия „Осео“. Тогава прочита романа „Пламъкът и цветето“ на авторката на бестселъри Катлийн Удиуиз, който ѝ дава идеята да стане писател. Има идея за история свързана с начина на живот на баба ѝ в една ферма Минесота. Една сутрин става в 4.00 ч. и започва да пише историята, която се събира в три бележника. Тя се превръща в нейния първи исторически романс „Кръстопът“.
Изпраща ръкописа си на Катлийн Удиуиз, която го харесва и го изпраща на собствения си издател. Редакторът го одобрява и „Кръстопът“ е публикуван през 1979 г. Той е много различен от историческата романтика тогава. Романсът на Спенсър не включва грандиозни приключения, а залага на добрия герой.
Следват още много успешни романси, които я правят една от най-популярните писателки в жанра. През 1997 г. Спенсър издава своята последна 23-та книга „Then Came Heaven“, след което се оттегля от писателската си кариера.
Писателката е известна със създаването на реалистични герои и на истории, които се фокусират върху семействата, а не само на отношенията между мъжа и жената. Тези „обикновени“ герои са чувствени и уязвими, и винаги са изобразявани съчувствено. Нейните героини са смесица от огън, сила и устрем, когато се налага да преодолеят някакво препятствие – бременност, развод, дълга раздяла, загуба на любим човек, или друг катарзис.
Дванадесет от произведенията на Лавърл Спенсър са били в списъците на бестселърите на „Ню Йорк Таймс“ през 80-те и 90-те. Има пет награди „РИТА“ – 4 за най-добър исторически романс и една за най-добър романс на годината. През 1988 г. е включена в Залата на славата на Писателите на романси.
Няколко от книгите ѝ са екранизирани в телевизионни продукции.
Лавърл Спенсър живее със съпруга си във викторианска къща в Стилуотър, Минесота. Обича да се занимава с градинарство, готвене, да свири на бас китара и електрическо пиано, и да прави фотографии.

## Произведения

### Самостоятелни романи
- Кръстопът, The Fulfillment (1979)
- The Endearment (1982) – награда РИТА
- Forsaking All Others (1982)
- A Promise to Cherish (1983)
- Hummingbird (1983) – награда РИТА
- The Gamble (1984) – награда РИТА
- The Hellion (1984)
- Spring Fancy (1984)
- Sweet Memories (1984)
- Два пъти обичана, Twice Loved (1984) – награда РИТА
- Separate Beds (1985)
- Years (1986)
- Завинаги заедно, A Heart Speaks (1986)
- Vows (1988)
- Morning Glory (1989) – награда РИТА за най-добър романс на годината
- Горчиво и сладко, Bitter Sweet (1990)
- Forgiving (1991)
- Втори шанс (изд.и като „Миналото което не забравихме“), Bygones (1992)
- Двойна победа, November of the Heart (1993)
- Семейна благословия, Family Blessings (1994)
- Кристални окови, Home Song (1995)
- That Camden Summer (1996)
- Small Town Girl (1997)
- Then Came Heaven (1997)

Много от романите ѝ са преиздадени в сборници.

### Филмография
- 1989 The Fulfillment of Mary Gray – ТВ филм, по книгата
- 1993 Morning Glory – по книгата
- 1996 Home Song – ТВ филм, по книгата, изпълнителен продуцент
- 1999 Family Blessings – ТВ филм, по книгата, изпълнителен продуцент